# Rząd Marta Siimanna
Rząd Marta Siimanna - 34. rząd Republiki Estońskiej urzędujący od 17 marca 1997 r. do 25 marca 1999 r. 

## Skład rządu
| Stanowisko                        | Minister                                             | Partia | Partia      |
| --------------------------------- | ---------------------------------------------------- | ------ | ----------- |
| Premier                           | Mart Siimann                                         |        | EK          |
| Minister spraw zagranicznych      | Toomas Hendrik Ilves (do 14 października 1998)       |        | ETRE        |
| Minister spraw zagranicznych      | Raul Mälk                                            |        | bezpartyjny |
| Minister spraw wewnętrznych       | Riivo Sinijärv (do 29 kwietnia 1997)                 |        | EK          |
| Minister spraw wewnętrznych       | Robert Lepikson (od 5 maja 1997 do 28 stycznia 1998) |        | EK          |
| Minister spraw wewnętrznych       | Olari Taal (od 29 stycznia 1998 do 25 marca 1999)    |        | bezpartyjny |
| Minister obrony                   | Andrus Öövel                                         |        | EK          |
| Minister sprawiedliwości          | Paul Varul                                           |        | EK          |
| Minister opieki społecznej        | Tiiu Aro                                             |        | EK          |
| Minister edukacji                 | Mait Klaassen                                        |        | EK          |
| Minister środowiska               | Villu Reiljan                                        |        | EME         |
| Minister transportu i komunikacji | Raivo Vare                                           |        | bezpartyjny |
| Minister gospodarki               | Jaak Leimann                                         |        | bezpartyjny |
| Minister finansów                 | Mart Opmann                                          |        | EK          |
| Minister rolnictwa                | Andres Varik                                         |        | ERL         |
| Minister kultury                  | Jaak Allik                                           |        | EK          |
| Minister bez teki                 | Andra Veidemann                                      |        | AP          |
| Minister bez teki                 | Peep Aru                                             |        | EK          |